# باري اندروز
باري اندروز (بالإنجليزية: Barry Andrews)‏ هو سياسي أيرلندي، ولد في 16 مايو 1967 في دبلن في جمهورية أيرلندا. حزبياً، نشط في فيانا فايل. في الانتخابات العمومية الإيرلندية 2002 ‏، انتخب نائب دييل عن دائرة Dún Laoghaire (Dáil constituency) ‏ وقد انضم خلال فترته النيابية ‏ (6 يونيو 2002 – 26 أبريل 2007)  للكتلة البرلمانية فيانا فايل وفي الانتخابات العمومية الأيرلندية 2007 ‏، انتخب نائب دييل عن دائرة Dún Laoghaire (Dáil constituency) ‏ وقد انضم خلال فترته النيابية ‏ (14 يونيو 2007 – 1 فبراير 2011)  للكتلة البرلمانية فيانا فايل وانتخب وزير دولة لشؤون الناشئة ‏.